# Gitana Team
Pour les articles homonymes, voir Gitana.
Gitana Team est une structure française de course à la voile, créée en 2000 par Benjamin de Rothschild. Installée sur l’ancienne base des sous-marins de Lorient, à proximité de la cité de la voile Éric Tabarly, elle est financée par la baronne Ariane de Rothschild. Ses voiliers de Gitana 9 à Gitana 18 en 2025 ont porté les couleurs du groupe Edmond de Rothschild. L'équipe sportive compte vingt-cinq permanents qui sont rejoints pendant la saison par plusieurs navigants.

## Historique

### Origines

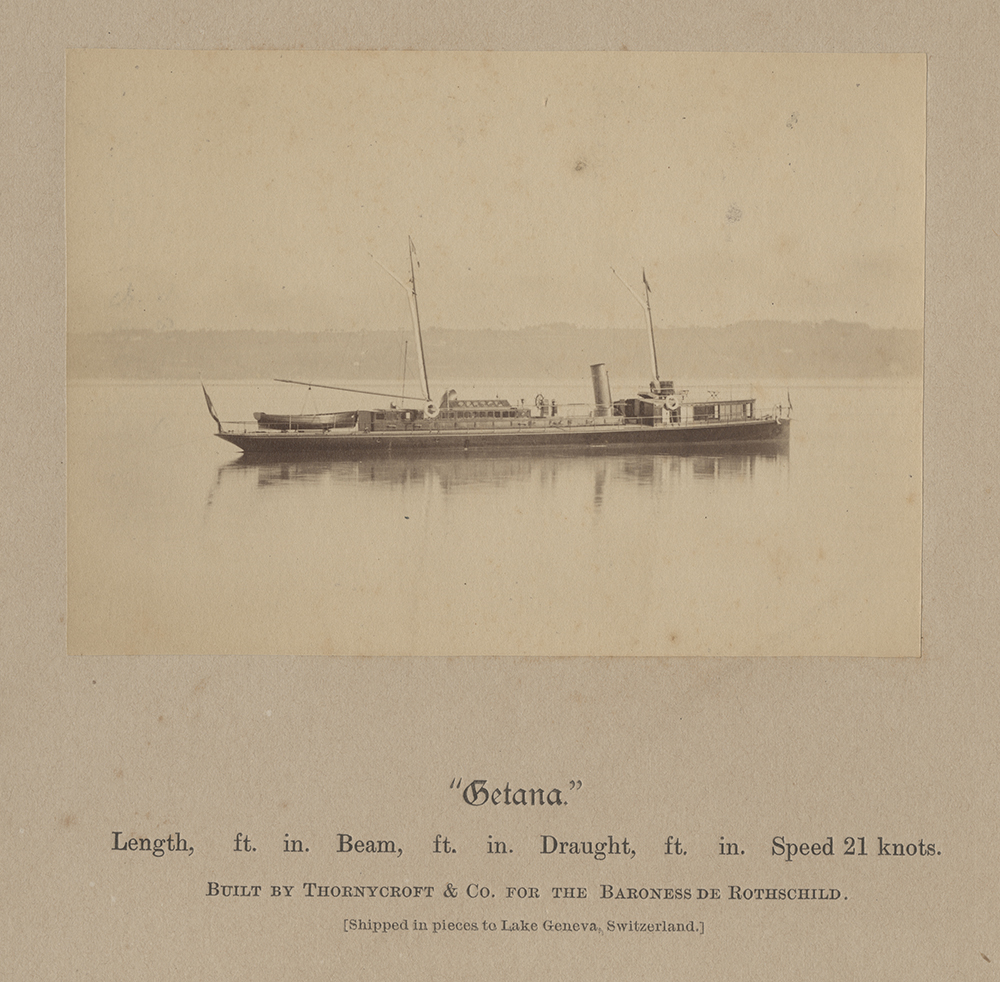
Getana de la baronne Julie Caroline de Rothschild (1877).

En 1872, la baronne Julie de Rothschild fait construire une goélette à vapeur qu'elle propulse à 20,5 nœuds sur le lac Léman en 1876, devenant la « Yachting Lady » la plus rapide sur l'eau. Le premier Gitana est né. 25 ans plus tard, elle met à l'eau le Gitana II, qui bat un nouveau record de vitesse à 26 nœuds. Dans les années 1960, le baron Edmond de Rothschild ranime la passion familiale pour la course nautique avec la mise à l'eau du Gitana III, qui abandonne le moteur pour la voile. Les modèles Gitana qui suivent sont développés par de grands cabinets d'architectes et gagnent de nombreuses courses, dont le Fastnet Race de 1965 (sur Gitana IV),.
En 2000, Benjamin de Rothschild crée Gitana Team, transformant la passion familiale en école de performance, et passant du monocoque au trimaran par la même occasion,. En 2024, l’équipe sportive compte vingt-cinq permanents.

### En multicoques

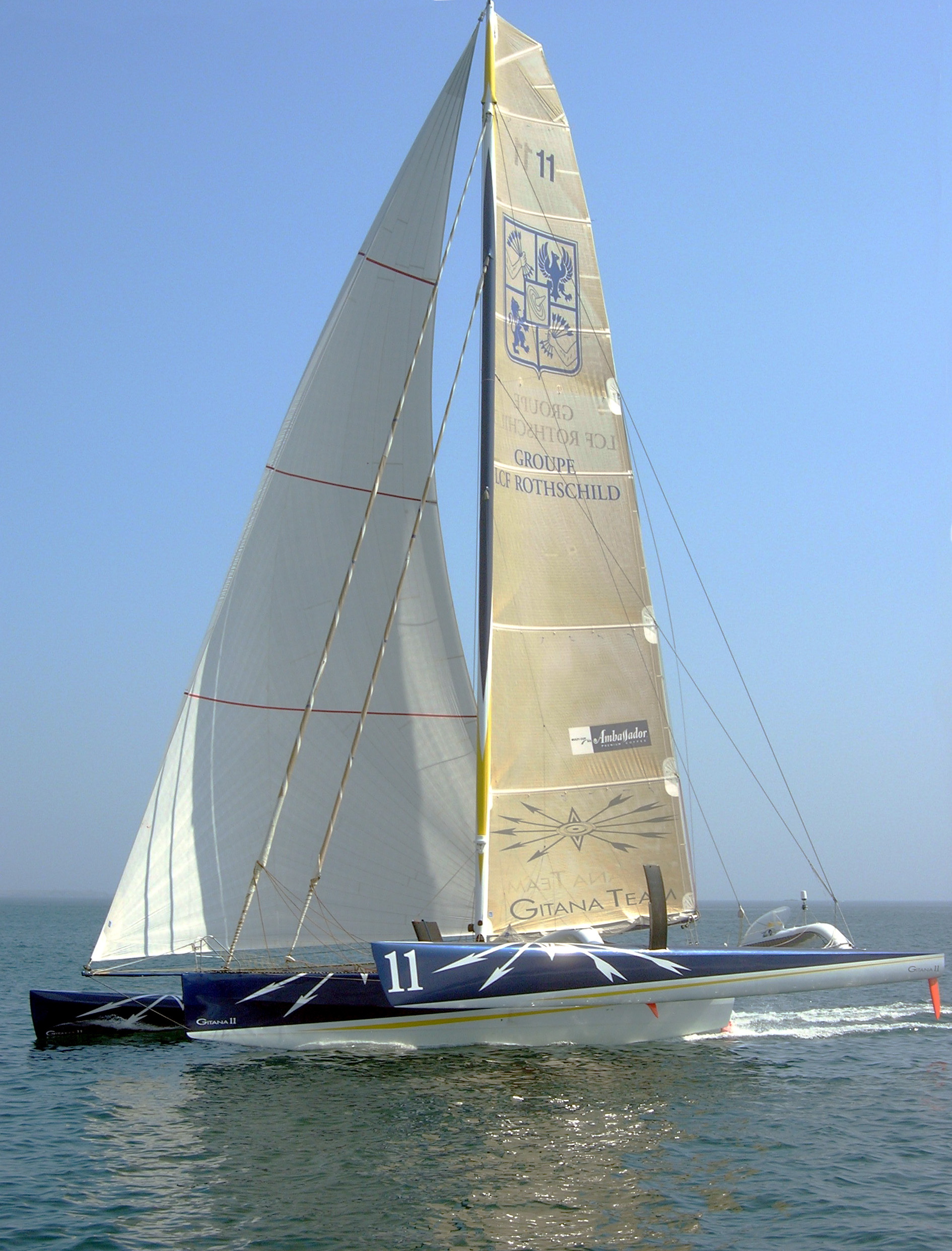
Gitana 11 en 2006.

Dès sa création en 2000, Gitana Team a animé le circuit ORMA avec la reprise de l'ex-Elf Aquitaine III de Jean Maurel construit sur plan Ollier en 1986, qui devient Gitana 9 pour Thierry Duprey du Vorsent. Ce bateau avait été vainqueur de la twostar en multicoques 60 pieds aux mains de Jean Maurel et Michel Desjoyeaux, et pris ensuite le nom de Allianz Via Assurances toujours barré par Jean Maurel, puis celui de Laiterie de Saint-Malo aux soins de François-René Carluer lors de la Route du Rhum 1998.
Pour 2002, Benjamin de Rothschild fait construire un trimaran original sur plan Ollier-Schmidt nommé Gitana X barré par Lionel Lemonchois mais sans résultat ; ce bateau est revendu fin 2005 après avoir été barré par Marc Guillemot qui a chaviré avec, puis Thierry Duprey du Vorsent.
Deux trimarans ORMA sont engagés pour le départ de la Route du Rhum 2006, Gitana 11, skippé par Lionel Lemonchois et Gitana 12, skippé par Thierry Duprey de Vorsent.
Lionel Lemonchois remporte cette édition. Gitana 11 est un plan Van Peteghem Lauriot-Prévost construit en 2001 pour Jean-Luc Nélias qui s'était construit un palmarès sous le nom de Belgacom. Barré à l'origine par Fred Le Peutrec en 2004, Loïck Peyron le remplace à l'été 2006 pour les grands prix en équipage et Lionel Lemonchois pour les transat en solitaire. Gitana 12 est né Bonduelle en 1999 sur plan Van Peteghem Lauriot-Prévost pour Jean Le Cam. Vainqueur d'un grand prix à Cagliari, il est délaissé lorsque Le Cam se tourne vers le Vendée Globe. Il est barré depuis 2006 par Thierry Duprey du Vorsent.

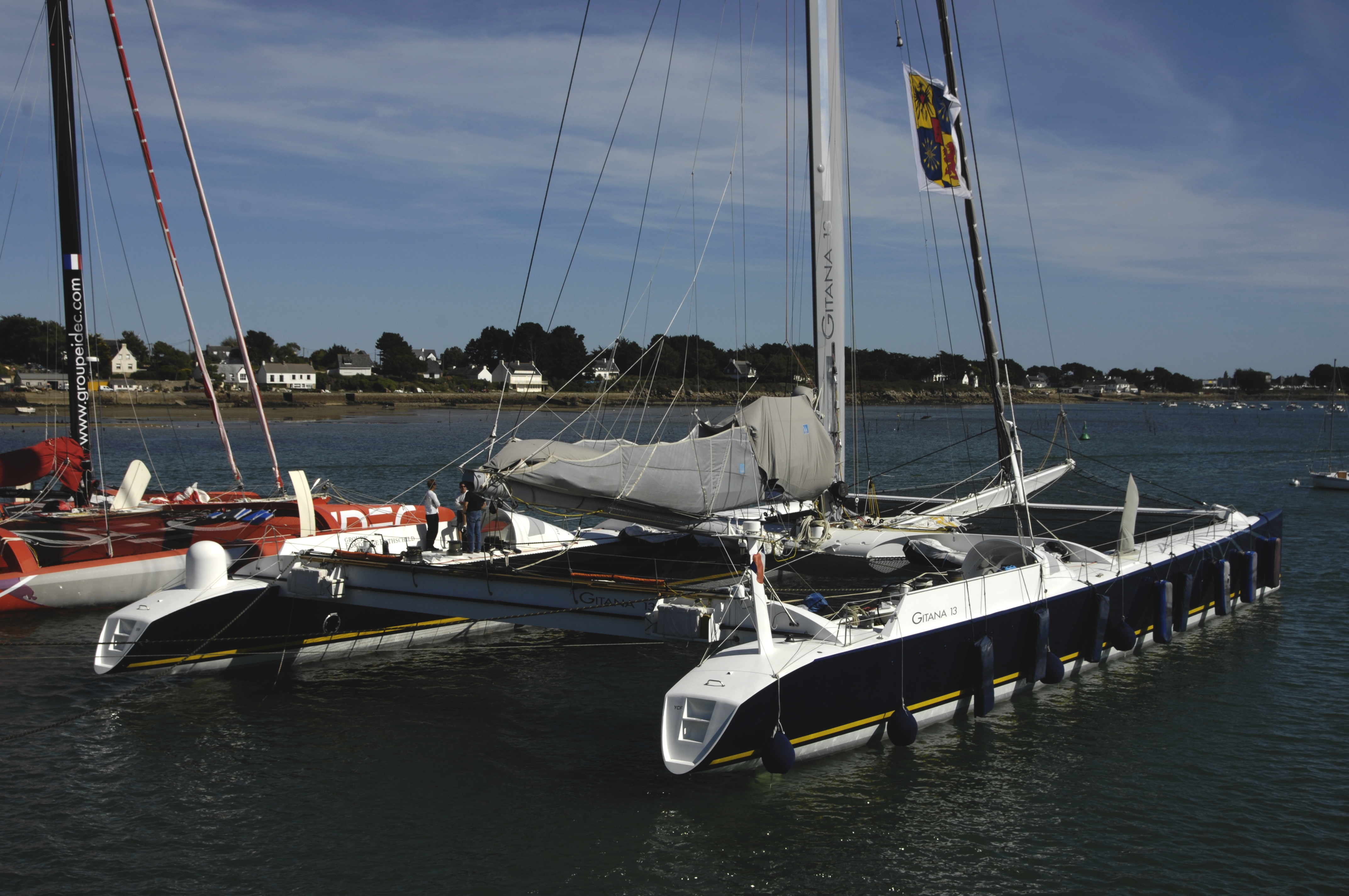
Gitana 13 à la Trinité-sur-Mer.

Benjamin de Rothschild a aussi fait l'acquisition d'un maxi catamaran sur plan Ollier baptisé Gitana 13, il s'agit de l'ex-Innovation-Explorer engagé sur The Race avec Loïck Peyron (2e en 2001), qui était ensuite devenu Orange aux mains de Bruno Peyron (trophée Jules-Verne en 64 jours), puis Kingfisher 2 avec Ellen MacArthur (abandon au trophée Jules-Verne sur démâtage). En 2008, Gitana 13 bat le record de la Route de l'Or entre New York et San Francisco, en 43 jours et 38 minutes, puis le record de la traversée entre San Francisco et Yokohama, en 11 jours, 12 minutes et 55 secondes.
Avec la naissance de la classe MOD70, le trimaran Gitana XV est lancé en 2011, avec Sébastien Josse pour skipper. Remanié en 2014, Gitana XV participe à la Route du Rhum de cette année-là. Il termine à la troisième place de la catégorie Ultime, derrière les maxi-trimarans Banque Populaire VII de Loïck Peyron et Spindrift 2 de Yann Guichard.
Un maxi-trimaran de la classe Ultime, doté de foils, est dessiné par Guillaume Verdier, construit au chantier Multiplast de Vannes et lancé en 2017. Baptisé Gitana 17, il a pour nom de course Maxi Edmond de Rothschild. Son skipper est Sébastien Josse. Il termine 2e (sur deux Ultime classés) dans la Transat Jacques-Vabre 2017. Dans la Route du Rhum 2018, l'étrave du flotteur tribord s'arrache dès la première nuit de course. Josse abandonne. En 2019, le Gitana Team retire la barre à Josse pour la confier à deux co-skippers : Franck Cammas et Charles Caudrelier. Ils remportent la Fastnet Race 2019 en temps réel toutes catégories, record de l'épreuve à la clef. Début 2025, Gitana 17 est vendu au Groupe Actual, et renommé Actual Ultim 4. Son remplacement par Gitana 18 est programmé dans le courant de l'année.

### En monocoques

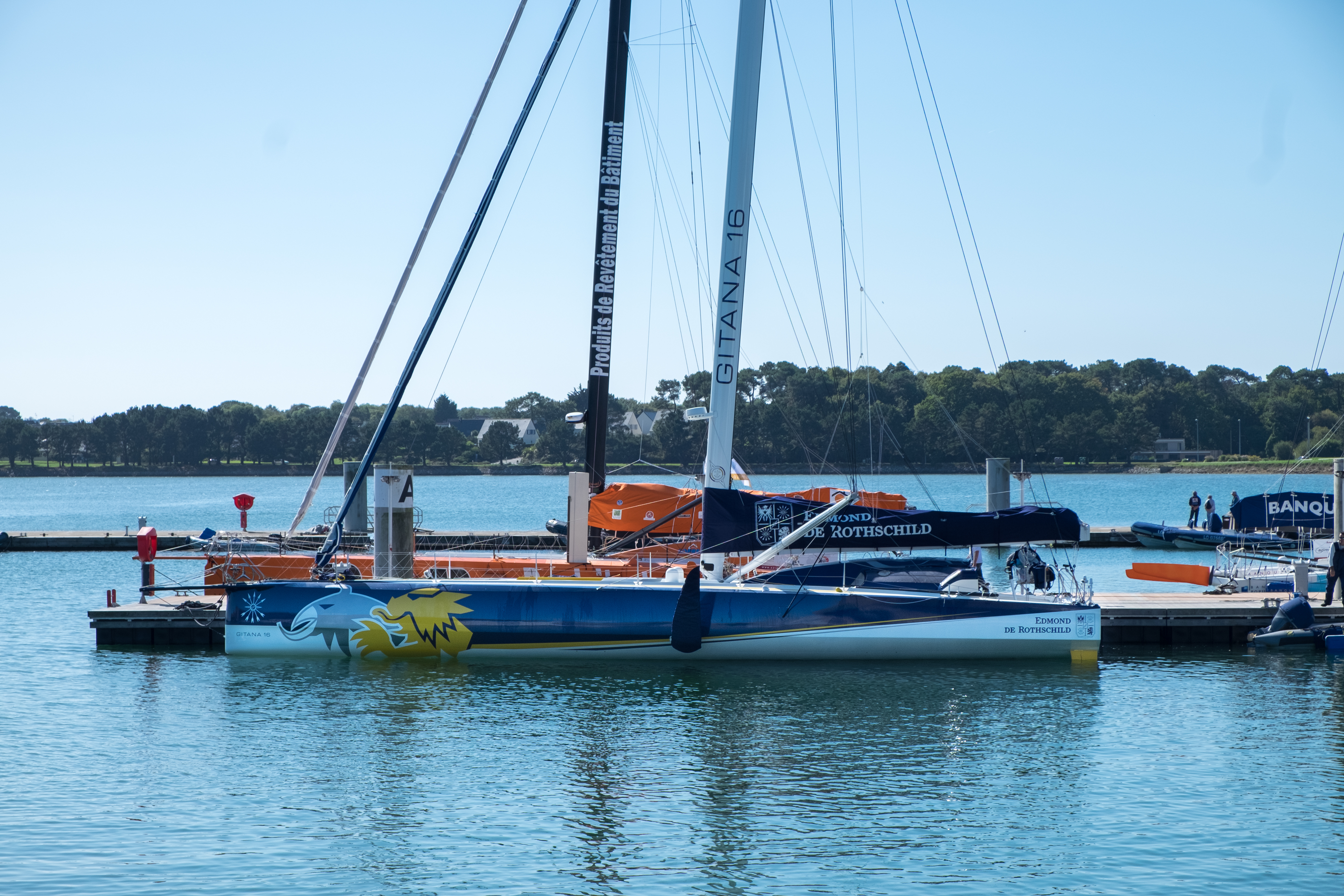
Gitana 16 à Lorient, en 2015.

En 60 pieds IMOCA, le Team remporte grâce à Gitana Eighty la Transat B to B en 2007, puis la Transat anglaise en 2008. Engagé dans le Vendée Globe 2008-2009 et skippé par Loïck Peyron, il doit abandonner après rupture de son mât.
Un nouvel IMOCA baptisé Gitana 16 est construit à Vannes sur les plans des architectes Guillaume Verdier et VPLP. Le 60 pieds est mis à l'eau le 7 août 2015 et sa barre est confiée à Sébastien Josse. Dans le Vendée Globe 2016-2017, Josse, doit abandonner, foil gravement endommagé.

### Logos

Logo avant 2016.
Logo depuis 2016.